# Rascló de manglar
El rascló de manglar (Aramides mangle) és una espècie d'ocell de la família dels ràl·lids (Rallidae) que habita els manglars de l'est del Brasil.